# شچتینوفکا
شچتینوفکا (انگلیسی: Shchetinovka) یک شهرک در بخش بلگورودسکی استان بلگورود کشور روسیه است.